# 山東昭子

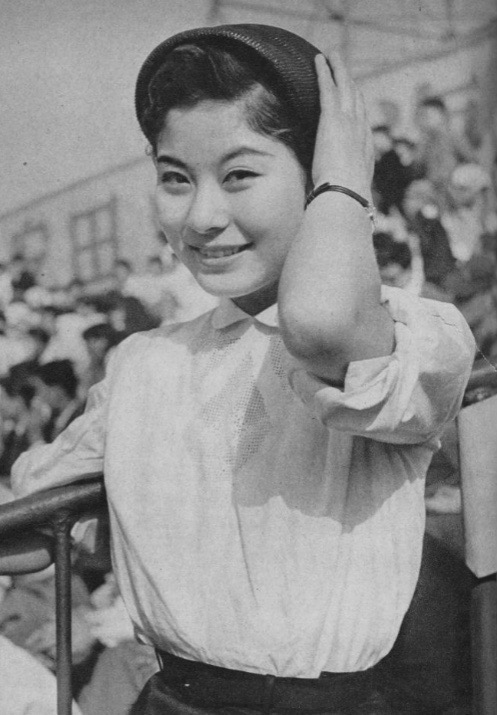
1958年的山东昭子

山東昭子（1942年5月11日—），日本女性政治人物、前艺人，自由民主黨黨員。出身於東京都世田谷區。共八次當選參議院議員，是日本憲政史上當選次數最多的參議員。曾任日本參議院議長，並歷任科學技術廳長官（第46代）、參議院副議長（第27代）、自民黨兩院議員總會長等職務。
2015年接替大島理森成為番町政策研究所會長，「大島派」成為「山東派」，山東也成為自民黨史上首位女性派閥領袖。

## 荣誉

### 外国勋章奖章
- 荣誉军团骑士勋章（法国，2012年12月17日于东京颁发[3]）：2010年11月起，任参议院日法友好议员联盟会长。

## 外部連結
- 山東昭子官方網站 （页面存档备份，存于）

| 議會席位        | 議會席位                                       | 議會席位        |
| --------------- | ---------------------------------------------- | --------------- |
| 前任： 伊達忠一 | 參議院議長 第32代：2019年—2022年               | 繼任： 尾辻秀久 |
| 前任： 今泉昭   | 參議院副議長 第27代：2007年—2010年             | 繼任： 尾辻秀久 |
| 前任： 水岡俊一 | 參議院內閣委員長 2013年—2014年                 | 繼任： 水岡俊一 |
| 前任： 堀江正夫 | 參議院外務委員長 1989年—1990年                 | 繼任： 岡野裕   |
| 官衔            |                                                |                 |
| 前任： 大島友治 | 科學技術廳長官 第46代：1990年—1991年           | 繼任： 谷川寬三 |
| 前任： 大島友治 | 總理府原子能委員會委員長 第46代：1990年—1991年 | 繼任： 谷川寬三 |
| 政党职务        |                                                |                 |
| 前任： 大島理森 | 番町政策研究所會長 第5代：2015年—2017年        | 繼任： 現職     |